# Daniel Gawlowski
Daniel Gawlowski (* 1988 in Mikołów, Schlesien) ist ein deutscher Schauspieler.

## Leben
Daniel Gawlowski, dessen Urgroßvater Deutscher war, wurde in Polen geboren, in Mikołów, etwa zehn Kilometer südwestlich von Kattowitz, einer Mittelstadt mit knapp 40.000 Einwohnern. Seine Eltern kamen 1989 mit Anfang Zwanzig als Spätaussiedler nach Deutschland, wo sie sich in Furth im Wald niederließen. Dort wuchs Daniel Gawlowski gemeinsam mit seiner jüngeren Schwester auf. Nach der Realschule besuchte er die Fachoberschule in Cham/Oberpfalz und legte sein Abitur an der Berufsoberschule (BOS) in Schwandorf ab.
Nach seinem Abitur lebte er acht Monate in einem Shaolin-Kloster in Dengfeng in China, wo er sich mit Shaolin Kung Fu und asiatischer Kampfkunst beschäftigte. Nach seiner Rückkehr leistete er seinen Zivildienst am Jungen Landestheater Bayern in Mühldorf am Inn im Bereich Ton, Bühne und Technik ab. Nach einem halben Jahr wurde er als Schauspieleleve ins Ensemble aufgenommen und stand in mehreren Produktionen auf der Bühne, u. a. als Rico in Rico, Oskar und die Tieferschatten (2010) und als Kasimir in Kasimir und Karoline (2011).
Von Herbst 2012 bis Sommer 2016 studierte er Schauspiel an der Otto-Falckenberg-Schule in München. 2014 erhielt er ein Begabtenstipendium der Bayerischen Theaterakademie. Während seines Studiums trat er bereits am Residenztheater München und an den Münchner Kammerspielen in Inszenierungen von Dimiter Gotscheff und Jorinde Dröse auf. Beim Absolventenvorsprechen des 4. Jahrgangs der Otto-Falckenberg-Schule, das später unter dem Titel Das Vorsprechen unter der Regie des Basler Regisseurs Boris Nikitin als Reenactment auch bis April 2016 in das Repertoire der Münchner Kammerspiele aufgenommen wurde, trat Gawlowski in einer Improvisation aus Gesang, Tanz und Slapstick, einstudiert mit der Diseuse Georgette Dee, auf und sprach außerdem den Monolog des Kinderschänders aus Franz Xaver Kroetz’ Stück Du hast gewackelt. Requiem für ein liebes Kind. Für seine Darstellung erhielt Gawlowski u. a. von der Süddeutschen Zeitung, von der Frankfurter Allgemeinen Zeitung und dem Spiegel sehr gute Kritiken und wurde als „Shooting-Star“ gefeiert.
In der Spielzeit 2015/16, seinem letzten Studienjahr, gastierte er am Theater Regensburg als Heiliger Geist in dem Stück Krach im Hause Gott von Felix Mitterer in einer Inszenierung von Volker Schmalöer.
Seit der Spielzeit 2016/17 ist Daniel Gawlowski festes Ensemblemitglied am Theater Bonn. In der Spielzeit 2016/17 spielte er dort u. a. Graf Paris in Romeo und Julia (Regie: Laura Linnenbaum), Hanno Buddenbrook in einer Buddenbrooks-Bühnenfassung (Regie: Sandra Strunz) und Lyngstrand in Die Frau vom Meer (Regie: Martin Nimz). In der Spielzeit 2017/18 trat er dort wieder als Lyngstrand, sowie jeweils in mehreren Rollen in Die heilige Johanna der Schlachthöfe (Regie: Laura Linnenbaum) und in Jeder stirbt für sich allein (Regie: Sandra Strunz) auf.
Gawlowski stand auch bereits in Kino- und TV-Rollen vor der Kamera. In der ARD-Telenovela Sturm der Liebe war er im Oktober 2017 in mehreren Folgen zu sehen; er spielte Oliver Müller, einen ehemaligen Freund der Hauptfigur Viktor Saalfeld (Sebastian Fischer), der versucht, seinen Kumpel mit Geheimnissen aus der gemeinsamen Vergangenheit zu erpressen.
Seine erste TV-Hauptrolle spielt Gawlowski in der ZDF-Produktion Team Alpin, der im November 2018 neu platzierten und im Oktober 2019 mit der 2. Staffel fortgesetzten Bergfilm-Reihe des Senders. Er verkörpert darin, an der Seite von Daniel Fritz und Johanna von Gutzeit, den leidenschaftlichen Bergsportler Rupert Dobner, der von einer Weltreise zurückkehrt und zusammen mit seinem älteren Bruder und der gemeinsamen Freundin Martina Stadler eine Alpinschule eröffnet. In der ZDFneo-Detektivserie Dunkelstadt (2020) übernahm Gawlowski eine der Episodenrollen als Hausangestellter und „Poolboy“ Mike, und Liebhaber des getöteten Erben eines Lebensmittel-Imperiums. In der 6. Staffel der TV-Serie In aller Freundschaft – Die jungen Ärzte (2020) übernahm Gawlowski eine der Episodenhauptrollen als sympathischer Patient, dem gemeinsam mit seinem Lebenspartner der Zutritt zum Mütterzirkel der Grundschule verwehrt wird. In der 20. Staffel der ZDF-Serie Die Rosenheim-Cops hatte Gawlowski eine der Episodenrollen als Eiskunstläufer Tom Kleinert und männlicher Teil des „Traumpaars des deutschen Eiskunstlaufs“. In der TV-Komödie Hochzeitsstrudel und Zwetschgenglück, die im November 2020 auf dem Sendeplatz Endlich Freitag im Ersten erstausgestrahlt wurde, spielte Gawlowski an der Seite von Fanny Krausz als „Strudelbäckerin“ Hanna den niederbayerischen Landwirt und vermeintlichen Cousin Max. In der 10. Staffel der erfolgreichen ZDF-Fernsehreihe Frühling (2021) verkörperte er einen Fischzüchter und jungen Familienvater, der mit der Hochbegabung seiner Tochter überfordert ist. In dem ZDF-„Herzkino“-Fernsehfilm Alice im Weihnachtsland (2021) spielte Gawlowski den „Workaholic-Freund“ der Köchin Alice (Aybi Era), der weiblichen Hauptfigur des Films.
In der österreichischen Fernsehserie SOKO Linz spielte Gawlowski von 2022 bis 2024 den „ruhigen und bedachten“ deutschen Kriminalhauptkommissar Ben Halberg. Aufgrund des Ausstiegs des ZDF nach der 3. Staffel wurde seine Figur aus der Besetzung gestrichen.
Gawlowski engagiert sich privat für soziale und caritative Projekte. Er verteilte als freiwilliger Helfer auf dem Zentralen Omnibusbahnhof München (ZOB) Essen, Getränke und Kleider an Flüchtlinge und brachte über die Balkanroute Hilfsgüter nach Serbien. Er lebt in München und Bonn.

## Filmografie (Auswahl)
- 2015: Der Drucker (Kurzfilm)
- 2016: Männertag (Kinofilm)
- 2016: The Comforts of Living Alone (TV-Miniserie)
- 2016: What the fuck is Heimat? (Kurzfilm)
- 2017: Sturm der Liebe (Fernsehserie, Seriennebenrolle)
- 2017: Van Riper (Kurzfilm)
- 2018: Team Alpin – Endlich wieder wir (Fernsehreihe)
- 2018: Team Alpin – Stromabwärts (Fernsehreihe)
- 2018: Das Boot (Fernsehserie, Seriennebenrolle)
- 2019: Team Alpin – Kein Weg zu weit (Fernsehreihe)
- 2019: Team Alpin – Zweite Freiheit (Fernsehreihe)
- 2020: Dunkelstadt – Blut und Wasser (Fernsehserie, eine Folge)
- 2020: In aller Freundschaft – Die jungen Ärzte – Mütter (Fernsehserie, eine Folge)
- 2020: Die Rosenheim-Cops – Ein echtes Traumpaar (Fernsehserie, eine Folge)
- 2020: Hochzeitsstrudel und Zwetschgenglück (Fernsehfilm)
- 2021: Frühling: Mit Regenschirmen fliegen (Fernsehreihe)
- 2021: Alice im Weihnachtsland (Fernsehfilm)
- 2022–2024: SOKO Linz (Fernsehserie, 39 Folgen)
- 2025: Der Alte – Bevorzugt behandelt (Fernsehserie, eine Folge)